# باشگاه فوتبال حسینیه اکادیر
باشگاه فوتبال حسینیه اکادیر (انگلیسی: Hassania Agadir)  یک باشگاه فوتبال در شهر اکادیر، مراکش است.
این باشگاه که در سال ۱۹۴۷ تأسیس شده سابقه ۲ قهرمانی در لیگ دسته اول فوتبال مراکش را در کارنامه دارد. 